# 부활절 달걀

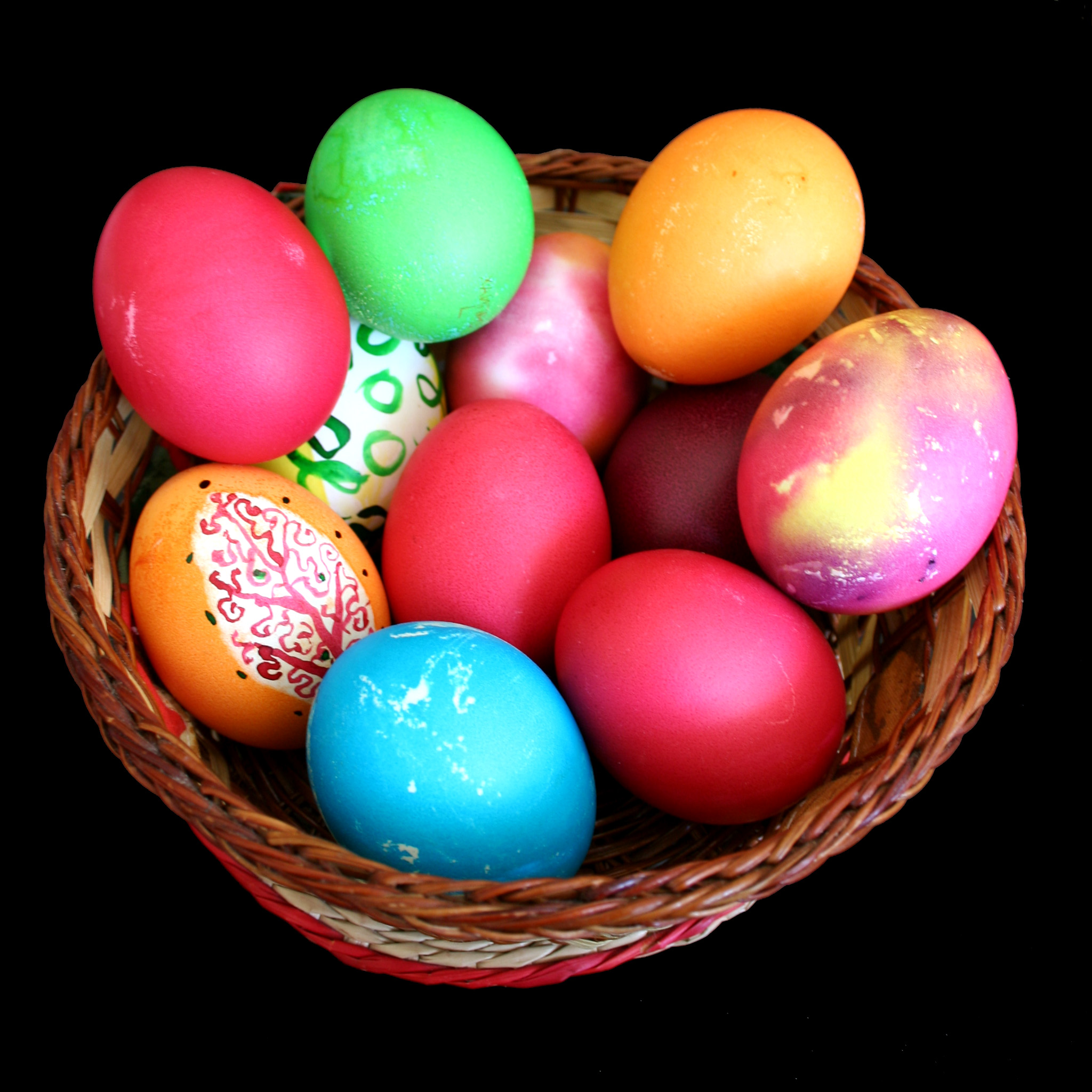
장식된 부활절 달걀

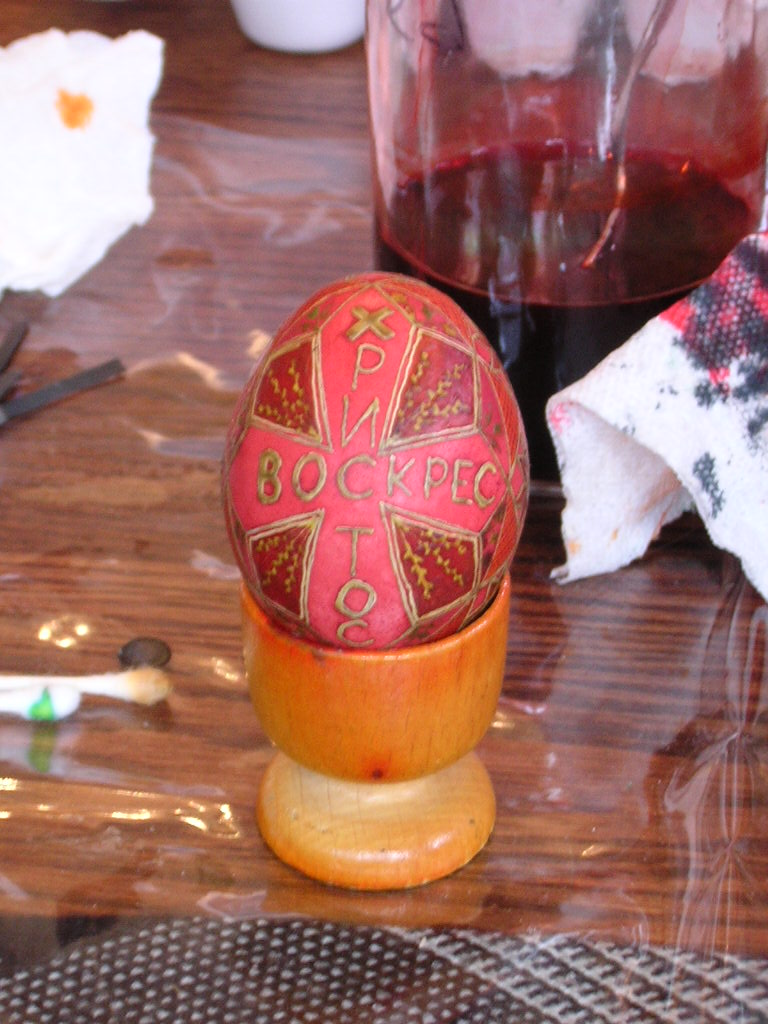
우크라이나 품종의 부활절 달걀

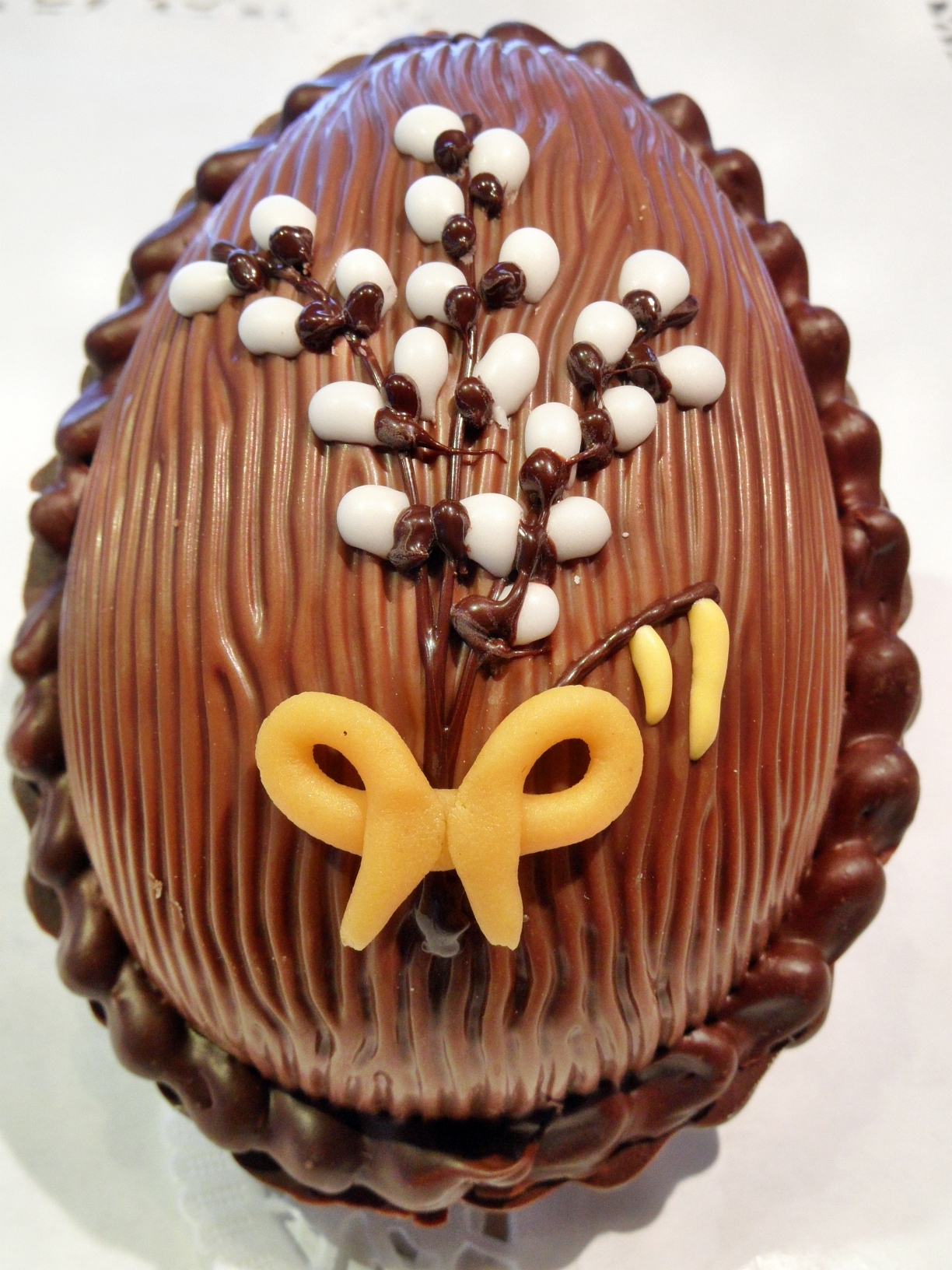
초콜릿 부활절 달걀

부활절 달걀(Osterei,
œufs de Pâques, Easter eggs)은 부활절을 축하하기 위해 특별히 장식된 달걀이다.

## 역사
의식으로서 달걀 껍질을 꾸미는 관습은 고대부터 있었다. 아프리카에서 발견된, 겉이 꾸며진 타조알은 60,000년 전이 된 것으로 추정된다. 고대 북유럽 튜튼족이 숭배한 봄의 여신인 에오스트레(Eostre)를 기념하면서 튜튼족은 다산과 풍요를 상징하는 토끼와 달걀을 사용하였다. 이러한 풍습이 주변 이교도들에 전파되었고, 기독교가 유럽에 전파되면서 생명의 탄생, 재생의 의미를 부활과 결합하여 부활절에 부여하였다. 달걀을 서로 주고받는 행위가 널리 퍼진 것은 사순절의 금욕과 금식과도 연관이 있으며 부활절이 오기 전 예수 그리스도의 고난을 추모하기 위해 절제된 생활을 하기 위함이다.
부활절 달걀의 기독교 관습은 메소포타미아의 세미라미스 여신과 담무스에게서 시작되었다는 학계의 주장이 있으며, 이러한 이교도들 사이에서 시작된 풍습이 기독교와 결합되었다. 이들은 예수의 십자가형에 흘리신 그리스도의 피를 기억하고자 달걀을 빨간색으로 물들였다.

## 같이 보기
- 피단
- 킨더 서프라이즈
- 예수의 부활
- 셴야단
- 훈제란
- 차예단